# Људски стампедо
Људски стампедо или хумани стампедо ванредни је догађај који се може десити у опасно великим или густим масама људи. Може резултовати великим бројем смртних случајева или другим последицам по настрадале жртве. Стампеда се обично дешавају када велика група људи покушава да побегне од уочене опасности.  Феномен је сличан колапсу и згњечењу гомиле како по условима у којима су настали (опасни нивои гужве), тако и по броју и тежини повреда жртава које могу да настану.

## Терминологија
Како је  спроведено јако мало истраживања о томе шта се дешава током људског стампеда, или шта тачно узрокује њихово покретање, не чуди што терминологија стампеда, згњечења и колапса није добро дефинисана.
Према мишљењу Едвина Галеа, професор инжењерства заштите од пожара на Универзитету у Гриничу, Енглеска:
...Људски стампедо није само нетачан термин, већ и преувеличане речи, јер приписује кривицу жртвама за ирационално, самодеструктивно, безобзирно и безбрижно понашање, а то је чисто незнање и лењост [...] па се стиче утисак да је то била безумна гомила која брине само о себи, и да су били спремни да згњече друге људе. Практично у свим овим ситуацијама, то није случај, и обично су власти криве за лоше планирање, лош дизајн, лошу контролу, лош рад полиције и лоше управљање масама. Истина је да су људи само директно смрвљени од других који немају избора по том питању, а људи који могу да бирају не знају шта се дешава јер су превише удаљени од епицентра.

## Етиологија
Пренатрпаност, неконтролисане гужве и широке стазе које се филтрирају у уске стазе су чести узроци за катастрофу попут љусаког стампеда.
Џон Друри, стручњак за социјалну психологију управљања гомилом на Универзитету у Сасексу, каже да катастрофе које потискују гомиле обично укључују три међусобно повезана фактора:
- пренатрпаност броја људи на охграниченом простору,

- таласасто кретање људи у већ изузетно густој маси,

- колапс масе.

- опструкција, током које се ефекти стампеда погоршавају.

Ова комбинација фактора довешће до догађаја високог ризика, ака густина масе људи порасте изнад четири особе по квадратном метру, а посебно ако достигне шест особе по квадратном метру, када ризик од несреће расте.
До гужве може доћи када се превише људи угура у ограничено подручје – било на уласку или покушавајући да изађе из неког простора. Људи могу бити стиснути до те мере да више не могу да надувавају плућа и ризикују од механичког удушења. 
Често су они који умиру у гужви гурнути уза зид. Без обзира колико се гомила понашала мирно, она може да прође само кроз уски излаз одређеном брзином.
Док медији и прикази популарне културе имају тенденцију да преувеличају опасности повезане са стампедом, а популарни извештаји о таквим случајевима често помињу „панику“, стварни случајеви масовне панике су ретки, а сама паника ретко је узрок смртних случајева у таквим догађајима. У стампеду, разлика у брзини између предњег дела гомиле и задњег може довести до тога да људи падну једни преко других и да се гомилају, узрокујући механичко удушење гажењем. Гажење је ретко узрок смртоносних повреда и удушења у условима стампеда, осим ако је излазак из гомиле био онемогућен.

## Епидемиологија
Извештаји о људским стампедима постали су све чешћи у модерним временима, јер су порасли више од четири пута од 1990. године. Могу се десити током верских фестивала, политичких догажаја и великих забавних догађаја, као што су концерти или спортски догађаји.

## Медицински третман настрадалих
Стандардне протоколе о трауми треба поштовати када се лече жртве људског стампеда. Лечење трауматског удушења је углавном потпорно и усмерено на придружене повреде, које укључују контузију плућа и миокарда, пнеумоторакс, интраабдоминалне повреде и неуролошке повреде. 
Брза примена кисеоника и ефикасна вентилација плућа чине основу лечења. 
Ако дође до масовне компресије тела у стампеду, пацијенте треба проценити на повреде од пригњечења и компартмент синдрома. Циљ терапије је превенција бубрежне инсуфицијенције избегавањем хипотензије и одржавањем адекватног излучивања мокраће. Примену одговарајуће интравенске терапије течностима са кристалоидним раствором треба започети што је раније могуће, чак и пре евакуације са места повреживања, како би се максимизирао интраваскуларни волумен и бубрежна перфузија.
Протоколи постепеног ослобађања које је развио Ван дер Велде могу помоћи у спречавању развоја синдрома пригњечења. Излучивање мокраће требало би одржавати на приближно 200 mL/h код одраслих. Показало се да алкализација урина повећава растворљивост и излучивање миоглобина и спречава бубрежну инсуфицијенцију. Ако се као параметар користи, ниво пХ вредности мокраће, ту вредност би требало одржава између пХ 6 и 7.
Употреба манитола је контроверзна, али може помоћи у диурези. Ако се сумња на компартмент синдром, притисак у компартменту треба директно измерити, а ако је повишен, може бити потребна фасциотомија.
Хипербарична терапија кисеоником се такође показала ефикасном у лечењу тешких повреда пригњечења екстремитета, због нарушене оксигенације ткива. 

## Прогноза
Прогноза је одлична за оне који преживе у почетном повреду стампеда. Стопа опоравка је приближно 90% за повређене који преживе први сат након трауме задобијене у људском стампеду.